# Il migliore dei mondi possibili
Il migliore dei mondi possibili è un album discografico del gruppo musicale italiano Statuto, pubblicato nel 2002 dalla Sony Music.

## Il disco
È l'ottavo album musicale degli Statuto, uscito in contemporanea con l'omonimo libro scritto da Oscar Giammarinaro, voce del gruppo, e che presenta delle analogie tra le canzoni del disco e le storie in esso contenute.
Nel disco di 15 tracce, sono presenti alcune collaborazioni con altri artisti tra cui Paolo Belli autore di "Cos'è", oppure i Righeira, che cantano insieme alla band nel brano "Sole Mare", mentre per la parte di produzione gli Statuto si ri-affidano a Carlo Ubaldo Rossi.

## Tracce
1. Intro
2. Cos'è? (Belli)
3. Invito a una festa
4. Sole mare (Statuto-Righeira)
5. Sperando che
6. Joe
7. Voglio te
8. Come me
9. Nemmeno tu
10. Bella come sei
11. Paninaro
12. Vita da ultrà
13. Barcellona
14. Ribelli senza età
15. Autro

## Formazione
- Oscar Giammarinaro - Oskar - cantante
- Giovanni Deidda - Naska - batteria
- Rudy Ruzza - basso
- Valerio Giambelli - Mr.No - chitarra